# Copa Dorada de la SAFF 2003
La Copa Dorada de la SAFF 2003 fue la quinta edición del hoy llamado Campeonato de la SAFF, torneo de fútbol a nivel de selecciones nacionales organizado por la Federación de fútbol del Sur de Asia (SAFF). Se llevó a cabo en la ciudad de Daca, en Bangladés, y contó con la participación de 8 seleccionados nacionales masculinos, 7 de ellos pertenecientes a la federación organizadora, y Afganistán, que ingresó a la competición por pedido expreso de la AFC. El torneo estaba previsto que se jugara entre el 26 de enero y el 2 de febrero de 2002, pero debió ser pospuesto para el año posterior debido a la suspensión que la FIFA había impuesto sobre la Federación de Fútbol de Bangladés.
El seleccionado local se consagró campeón por primera vez, luego de vencer en la final por medio de la tanda de penales a Maldivas.

## Formato
Las 8 selecciones participantes fueron divididas en 2 grupos de 4 equipos cada una. Dentro de cada grupo, las selecciones se enfrentaron bajo el sistema de todos contra todos, a una sola rueda, de manera tal que cada una de ellas disputó tres partidos. Los puntos se computaron a razón de 3 —tres— por partido ganado, 1 —uno— en caso de empate y 0 —cero— por cada derrota.
Las dos selecciones de cada grupo mejor ubicadas en la tabla de posiciones final pasaron a las semifinales. En dicha instancia, el primero de una zona enfrentó al segundo de la otra en un solo partido. Las dos selecciones perdedoras jugaron el partido por el tercer puesto, mientras que los dos ganadores se cruzaron en la final, cuyo vencedor se consagró campeón.

## Sede
| Dhaka                        | Dhaka |
| Bangabandhu National Stadium | Dhaka |
| Capacidad: 36,000            | Dhaka |
|                              | Dhaka |

## Equipos participantes
En cursiva los equipos debutantes.
| Equipos participantes | Equipos participantes | Equipos participantes | Equipos participantes |
| --------------------- | --------------------- | --------------------- | --------------------- |
| Afganistán            | Bután                 | Maldivas              | Pakistán              |
| Bangladés             | India                 | Nepal                 | Sri Lanka             |

## Fase de grupos

### Grupo A
| Pos. | Equipo     | Pts. | PJ | G | E | P | GF | GC | Dif. | Clasificación |
| ---- | ---------- | ---- | -- | - | - | - | -- | -- | ---- | ------------- |
| 1    | Pakistán   | 9    | 3  | 3 | 0 | 0 | 4  | 1  | +3   | Semifinales   |
| 2    | India      | 4    | 3  | 1 | 1 | 1 | 5  | 2  | +3   | Semifinales   |
| 3    | Sri Lanka  | 4    | 3  | 1 | 1 | 1 | 3  | 3  | 0    |               |
| 4    | Afganistán | 0    | 3  | 0 | 0 | 3 | 0  | 6  | −6   |               |

 Fuente: RSSSF
| 10 de enero de 2003 | India | 0:1 (0:0) | Pakistán   | Estadio Nacional Bangabandhu, Daca |  |
|                     |       |           | Rasool 50' |                                    |  |

| 10 de enero de 2003 | Sri Lanka     | 1:0 (1:0) | Afganistán | Estadio Nacional Bangabandhu, Daca |  |
|                     | Steinwall 41' |           |            |                                    |  |

| 12 de enero de 2003 | Pakistán              | 2:1 (0:0) | Sri Lanka      | Estadio Nacional Bangabandhu, Daca |  |
|                     | Niaz 50' · Rasool 86' |           | Weersinghe 89' |                                    |  |

| 12 de enero de 2003 | India                            | 4:0 (1:0) | Afganistán | Estadio Nacional Bangabandhu, Daca |  |
|                     | Biswas 30' 63' · D'Cunha 77' 86' |           |            |                                    |  |

| 14 de enero de 2003 | Pakistán  | 1:0 (1:0) | Afganistán | Estadio Nacional Bangabandhu, Daca |  |
|                     | Rasool 9' |           |            |                                    |  |

| 14 de enero de 2003 | India      | 1:1 (0:0) | Sri Lanka      | Estadio Nacional Bangabandhu, Daca |  |
|                     | Biswas 88' |           | Abeysekera 90' |                                    |  |

### Grupo B
| Pos. | Equipo    | Pts. | PJ | G | E | P | GF | GC | Dif. | Clasificación |
| ---- | --------- | ---- | -- | - | - | - | -- | -- | ---- | ------------- |
| 1    | Bangladés | 9    | 3  | 3 | 0 | 0 | 5  | 0  | +5   | Semifinales   |
| 2    | Maldivas  | 6    | 3  | 2 | 0 | 1 | 9  | 3  | +6   | Semifinales   |
| 3    | Nepal     | 3    | 3  | 1 | 0 | 2 | 4  | 4  | 0    |               |
| 4    | Bután     | 0    | 3  | 0 | 0 | 3 | 0  | 11 | −11  |               |

 Fuente: RSSSF
| 11 de enero de 2003 | Maldivas                                              | 6:0 (4:0) | Bután | Estadio Nacional Bangabandhu, Daca |  |
|                     | Nizam 2' · Luphfy 11' · Shiham 24' 25' 67' · Umar 77' |           |       |                                    |  |

| 11 de enero de 2003 | Bangladés | 1:0 (1:0) | Nepal | Estadio Nacional Bangabandhu, Daca |  |
|                     | Ahmed 30' |           |       |                                    |  |

| 13 de enero de 2003 | Nepal                     | 2:0 (1:0) | Bután | Estadio Nacional Bangabandhu, Daca |  |
|                     | Rayamajhi 14' · Thapa 87' |           |       |                                    |  |

| 13 de enero de 2003 | Bangladés | 1:0 (0:0) | Maldivas | Estadio Nacional Bangabandhu, Daca |  |
|                     | Joy 90'   |           |          |                                    |  |

| 15 de enero de 2003 | Nepal                                | 2:3 (0:0) | Maldivas                          | Estadio Nacional Bangabandhu, Daca |  |
|                     | Rayamajhi 56' · Chaudhary 90' (pen.) |           | Nizam 63' · Luphfy 75' · Umar 85' |                                    |  |

| 15 de enero de 2003 | Bangladés                   | 3:0 (1:0) | Bután | Estadio Nacional Bangabandhu, Daca |  |
|                     | Farhad 3' 54' · Kanchan 78' |           |       |                                    |  |

## Fase final
|  | Semifinales        | Semifinales |                              |       | Final | Final |
|  |                    |             |                              |       |       |       |
|  | 18 de enero – Daca |             |                              |       |       |       |
|  |                    |             |                              |       |       |       |
|  | Bangladés (t.s.)   | 2           |                              |       |       |       |
|  | Bangladés (t.s.)   | 2           | 20 de enero – Daca           |       |       |       |
|  | India              | 1           |                              |       |       |       |
|  | India              | 1           | Bangladés (p.)               | 1 (5) |       |       |
|  | 18 de enero – Daca |             | Bangladés (p.)               | 1 (5) |       |       |
|  |                    | Maldivas    | 1 (3)                        |       |       |       |
|  | Maldivas           | Maldivas    | 1 (3)                        | 1     |       |       |
|  | Maldivas           |             |                              | 1     |       |       |
|  | Pakistán           | 0           |                              |       |       |       |
|  | Pakistán           | 0           | Partido por el tercer puesto |       |       |       |
|  |                    |             |                              |       |       |       |
|  | 20 de enero – Daca |             |                              |       |       |       |
|  |                    |             |                              |       |       |       |
|  | India (t.s.)       | 2           |                              |       |       |       |
|  | India (t.s.)       | 2           |                              |       |       |       |
|  | Pakistán           | 1           |                              |       |       |       |

### Semifinales
| 18 de enero de 2003 | Bangladés               | 2:1 (1:1, 0:0) (t. s.)(1:0 t. s.) | India       | Estadio Nacional Bangabandhu, Daca |  |
|                     | Kanchan 77' · Munna 98' |                                   | D'Cunha 81' |                                    |  |

| 18 de enero de 2003 | Maldivas   | 1:0 (1:0) | Pakistán | Estadio Nacional Bangabandhu, Daca |  |
|                     | Fazeel 12' |           |          |                                    |  |

### Tercer puesto
| 20 de enero de 2003 | India                   | 2:1 (1:1, 0:0) (t. s.)(1:0 t. s.) | Pakistán   | Estadio Nacional Bangabandhu, Daca |  |
|                     | Vijayan 56' · Yadav 99' |                                   | Rasool 66' |                                    |  |

### Final
| 20 de enero de 2003 | Bangladés                                 | 1:1 (1:1, 1:0) (t. s.)(0:0 t. s.)(5:3 p.) | Maldivas                        | Estadio Nacional Bangabandhu, Daca |  |
|                     | Kanchan 13'                               |                                           | Umar 57'                        |                                    |  |
|                     |                                           | Tiros desde el punto penal                |                                 |                                    |  |
|                     | Islam · Farhad · Al-Mamun · Hasan · Sujan |                                           | Naaz · Luphfy · Naseem · Fazeel |                                    |  |

## Campeón
|                                       |
| Bandera de Bangladés                  |
| Campeón invicto Bangladés 1.er título |

## Estadísticas

### Tabla general
| Pos. | Equipo     | Pts | PJ | PG | PE | PP | GF | GC | Dif. | Rend.  |
| ---- | ---------- | --- | -- | -- | -- | -- | -- | -- | ---- | ------ |
| 1    | Bangladés  | 13  | 5  | 4  | 1  | 0  | 8  | 2  | +6   | 86,66% |
| 2    | Maldivas   | 10  | 5  | 3  | 1  | 1  | 11 | 4  | +7   | 66,66% |
| 3    | India      | 7   | 5  | 2  | 1  | 2  | 8  | 5  | +3   | 46,66% |
| 4    | Pakistán   | 9   | 5  | 3  | 0  | 2  | 5  | 4  | +1   | 60%    |
| 5    | Sri Lanka  | 4   | 3  | 1  | 1  | 1  | 3  | 3  | 0    | 44,44% |
| 6    | Nepal      | 3   | 3  | 1  | 0  | 2  | 4  | 4  | 0    | 33,33% |
| 7    | Afganistán | 0   | 3  | 0  | 0  | 3  | 0  | 6  | -6   | 0%     |
| 8    | Bután      | 0   | 3  | 0  | 0  | 3  | 0  | 11 | -11  | 0%     |

### Goleadores
4 goles
- Sarfraz Rasool

3 goles
- Rokonuzzaman Kanchan
- Ashim Biswas
- Alvito D'Cunha
- Ali Shiyam
- Ali Umar

2 goles
- Nirajan Rayamajhi
- Ariful Kabir Farhad
- Ashraf Luthfy
- Mohamed Nizam

1 gol
- Alfaz Ahmed
- Kumar Thapa
- Ibrahim Fazeel
- Arif Khan Joy
- Dev Narayan Chaudhary
- Zahid Niaz
- Motiur Rahman Munna
- IM Vijayan
- Abhishek Yadav